# Agus (rivière)
L'Angus est une rivière des Philippines située dans les provinces de Lanao del Sur et Lanao del Norte, sur l'île de Mindanao. Elle coule depuis le lac Lanao au niveau de Marawi jusque dans la baie d'Iligan. 